# Poof She's Gone
Poof She's Gone, född 2007, är en amerikansk standardhäst som tävlade i nordamerikansk travsport. Hon tränades av Richard Norman och kördes av David Miller under sin tävlingskarriär. Hon tävlade under 2009-2010 och sprang in 1 359 679 kanadensiska dollar på 26 starter, varav 14 segrar, 3 andraplatser och 4 tredjeplatser. Hon tog sin största seger i Merrie Annabelle (2009).
Hon har efter tävlingskarriären verkat som avelssto.